# قلعه بادنگان
بقایای قلعه بادنگان مربوط به سده‌های میانه دوران‌های تاریخی پس از اسلام است و در شهرستان دنا، بخش پاتاوه، دهستان پاتاوه، ۲ کیلومتری شمال روستای بادنگان واقع شده و این اثر در تاریخ ۱۸ اسفند ۱۳۸۷ با شمارهٔ ثبت ۲۵۳۷۱ به‌عنوان یکی از آثار ملی ایران به ثبت رسیده است.